# Edmund Zieliński
Edmund Roman Zieliński, auch bekannt als Edward Zieliński, (* 24. September 1909 in Kijewo Królewskie; † 8. Dezember 1992 in Warschau) war ein polnischer Eishockeyspieler.

## Karriere
Edmund Zieliński verbrachte einen großen Teil seiner Vereinskarriere bei AZS Posen, für die er von 1930 bis 1938 auflief. Mit der Mannschaft gewann er in der Saison 1933/34 den polnischen Meistertitel. Von 1938 bis 1939 spielte er für Pogon Katowice, nach dem Zweiten Weltkrieg außerdem eine Saison für Siemianowiczanka.

### International
Für die polnische Eishockeynationalmannschaft nahm Zieliński an den Olympischen Winterspielen 1936 in Garmisch-Partenkirchen teil. Er spielte für die Nationalmannschaft auch bei der Eishockey-Weltmeisterschaft 1935 und 1938. Insgesamt bestritt er 26 Länderspiele für Polen, in denen er elf Tore erzielte.

## Erfolge und Auszeichnungen
- 1934 Polnischer Meister mit AZS Posen